# Katharine Kesolei
Katharine Kesolei (Ngchesar, 1942 - Manila, 13 d'octubre de 2015) va ser una antropòloga i senadora de la República de Palau.

## Biografia
Kesolei va néixer a l'estat de Ngchesar, a l'illa de Babeldaob.
El 1960 va participar amb la fundació de la Micronesian Girls Association (Associació de Dones de Micronèsia). També va ser membre de Mechesil Belaudel, un grup de dones líders tradicionals del Palau, i va treballar en l'organització de la seva conferència anual des del 1994 fins a la seva mort. La conferència es va convertir en un fòrum públic nacional per a les dones líders tradicionals per debatre i proposar resolucions perquè el govern promulgui sobre els reptes culturals, socials, sanitaris i ambientals.
Kesolei va estudiar antropologia a la Universitat de Hawai a Mānoa i es va convertir en una experta en conservació cultural. Va dirigir diverses iniciatives per celebrar i preservar la cultura i la història de Palau, com ara la redacció d'una antologia de quatre volums de llegendes i història de Palau, i va dirigir el projecte de desenvolupament de la història de Palau en el seu paper com a directora de l'Agència d'Acció Comunitària de Palau. Va ser presidenta del Consell Assessor Cultural i Històric de Palau.
El 2009 va ser elegida al Congrés Nacional de Palau i va ser reelegida el 2012. El seu lema de campanya del 2012 va ser «Promovent la consciència cultural i la gestió per salvaguardar el nostre patrimoni per a les generacions futures; donant suport a una Palau millor cap al desenvolupament sostenible i el creixement econòmic; afavorint l'estil de vida saludable i viure la nostra Palau».
Mentre que era senadora, Kesolei va treballar per assolir els Objectius de Desenvolupament del Mil·lenni de les Nacions Unides, i va introduir una legislació per crear la Oficina de Serveis Socials sota el Ministeri d'Afers Culturals i Comunitaris. També va introduir la Llei de protecció familiar de Palau el 2010 per abordar la violència familiar i fer complir la protecció de les víctimes i les conseqüències legals per als delinqüents.
Kesolei va morir de càncer a St. Luke’s Global City Hospital de Manila, Filipines. En el moment de la seva mort el 2015, amb 73 anys, era vicepresidenta del senat de Palau.